# Arco dell'amicizia dei popoli
L’Arco dell'amicizia dei popoli (in ucraino Арка дружби народів?, Arka družby narodiv) è un monumento situato a Kiev, capitale dell'Ucraina. È stato aperto insieme al Museo Lenin dell'Unione (oggi Casa ucraina) il 7 novembre 1982 per celebrare il 60º anniversario dell'URSS e il 1.500º anniversario della città di Kiev.

## Storia
Il 20 maggio 2016 il governo ucraino ha annunciato l'intenzione di smantellare l'arco in ossequio alle proprie leggi sulla decomunistizzazione. Al suo posto è previsto un memoriale dedicato ai veterani della guerra nel Donbass. Il direttore dell'Istituto ucraino della memoria nazionale Volodymyr V''jatrovyč nel febbraio 2018, ha annunciato che "un gruppo scultoreo" del monumento sarebbe stato rimosso in virtù delle leggi sulla decomunistizzazione.
In occasione dell'Eurovision Song Contest 2017, l'arco è stato temporaneamente dipinto coi colori arcobaleno e ribattezzato Arco della Diversità: divenuto il simbolo della sfilata del Kiev Pride e illuminato di notte con gli stessi colori.
Nel 2018 gli attivisti per i diritti umani, come forma di sostegno ai prigionieri politici detenuti illegalmente in Russia e nella Crimea annessa, hanno apposto un adesivo temporaneo a simboleggiare una crepa sull'arco. Secondo gli organizzatori l'azione mirava ad attirare l'attenzione sul destino dei cittadini ucraini, nonché a esortare tutti a fare il maggior sforzo possibile per liberare i prigionieri politici in Russia.
Durante l'invasione russa dell'Ucraina, il 25 aprile 2022, il sindaco di Kiev Vitalij Klyčko, ha annunciato lo smantellamento di una parte scultorea del monumento giustificando la rimozione con la perdita del suo significato ideologico. Il giorno dopo, durante lo smantellamento delle sculture in bronzo, è caduta la testa della figura simboleggiante l’operaio russo. La seconda composizione scultorea in granito rosso sarà invece smontata in un secondo momento. L'arco stesso dovrebbe essere rinominato ed evidenziato con il colore della bandiera ucraina.
Klyčko ha proposto al Consiglio comunale di Kiev di rinominare l'opera col nome di “Arco della libertà del popolo ucraino” (in ucraino Арку свободи українського народу?). Uno dei progettisti del monumento, Serhij Myrhorodsky, si è detto d'accordo con lo smantellamento dell’opera.
L'Arco dell'amicizia dei popoli è uno dei 60 monumenti che il consiglio comunale di Kiev, all'aprile 2022, prevede di rimuovere.

## Descrizione
L'Arco dell'amicizia è stato costruito nel 1982 dallo scultore A. Skoblikov, dall'architetto I. Ivanov e altri. Il monumento è costituito da tre elementi scultorei: un arco e due statue.
- Un enorme, 50 m (164 ft) di diametro, arco a forma di arcobaleno, realizzato in lega di titanio.
- Un complesso scultoreo in bronzo raffigurante un lavoratore russo e il suo collega ucraino che sorreggono la stella dell'Ordine sovietico dell'amicizia dei popoli
- Una stele in granito raffigurante i partecipanti al Concilio di Perejaslav del 1654.

C'è un ponte di osservazione lì dove si può vedere la maggior parte della sponda orientale, Troieschyna e verso il nord della città, Podil e Obolon.

## Posizione
Il monumento si trova dietro il complesso di edifici della Società Filarmonica Nazionale dell'Ucraina nel Parco Chreščatyk (in ucraino Хрещатий парк?) che all'epoca dell'inaugurazione era denominato Parco dei Pionieri.

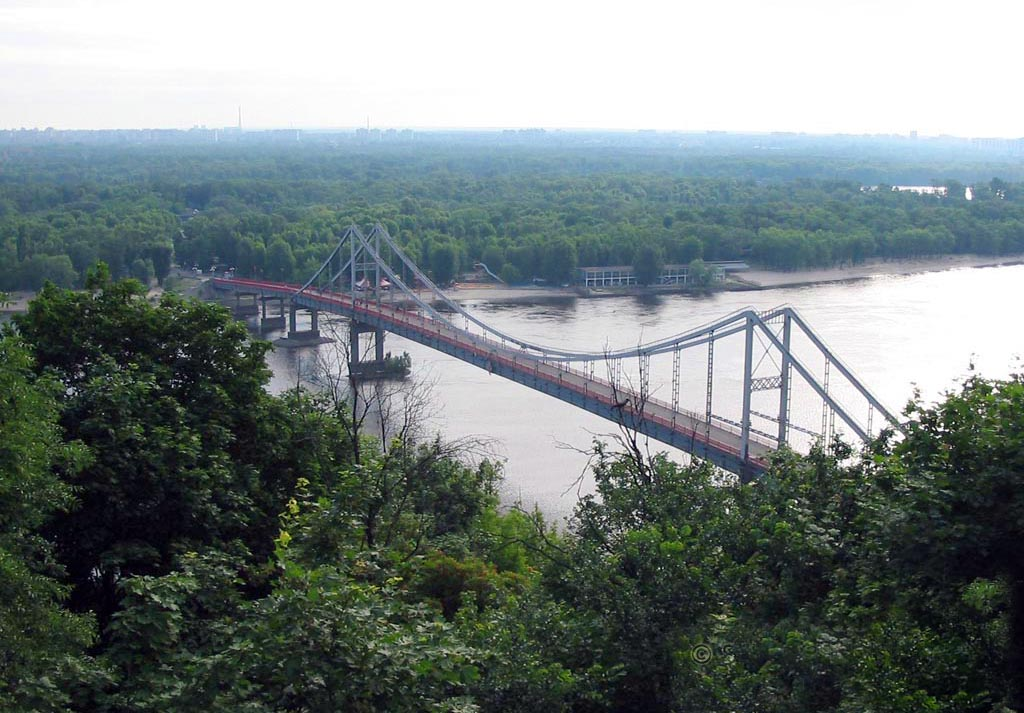
Ponte del Parco

Il complesso monumentale si trova sulla riva destra del fiume Dnepr e sovrasta il Ponte del Parco e la Shore Highway (in ucraino Набережне шосе?, Naberezhne Šose). Il Ponte del parco è un ponte pedonale che collega la città con l'isola Truchaniv.